# Мультимедійна журналістика
Мультимедійна журналíстика — напрямок у сучасній журналістиці, в основі якого лежить поширення контенту через два і більше каналів комунікації або у декількох форматах через мережу Інтернет. Це явище тісно пов'язане з процесом конвергенції у ЗМІ, який забезпечує злиття технологій, що використовуються для передачі даних, і злиття різних типів медіа. Мультимедійна журналістика мала великий вплив на процес створення і споживання контенту.

## Коротка історія мультимедійної журналістики
Повноцінній мультимедіатизаціі журналістики передувало прагнення людини поєднувати різні способи і канали інформації. Про це свідчить, наприклад, характер протожурналістики у Стародавньому Римі. Перші інформаційні повідомлення (афіші, оголошення) висікалися на камені, міді і мармурі або виводилися на спеціально для цього вибілених стінах будинків, або на дерев'яних дощечках. Подібні носії інформації могли включати в себе, окрім тексту, малюнки і барельєфи, що свідчить не тільки про використання різних платформ мовлення, а й конвергенції як мінімум двох способів комунікації — письмової та візуальної.
Більш серйозно процес мультимедіатизаціі ЗМІ помітний вже тільки в XX столітті на прикладі випадків злиття радіо і друку, коли газетні новини виконувалися диктором, або використання раннім телебаченням формату «мильних опер», від початку популярному на радіо.
По-справжньому серйозний поштовх розвитку мультимедійної журналістки дала поява і широке поширення мережі Інтернет, починаючи з 90-их років XX століття вона розвивається безперервно. Тоді ж більш однозначно проявився перехід від конвергенції, як механічного з'єднання різнорідних інформаційних середовищ, до мультимедійності, що з'єднує нові форми і методи роботи журналіста. Однак і цей процес вимагав часу, спочатку друковані видання, що виходили в інтернет, не мали свого сайту, а обмежувалися електронними версіями у звичайному текстовому файлі. З появою у 1994 році першого інтернет-браузера почали формуватися мультимедійні сайти видань, які виконували в основному представницькі функції і могли бути наповнені лише довідковою інформацією про авторів і редакції. Матеріали часто публікувалися у вигляді анонсу або у скороченій версії. Журналістика намагалася адаптуватися під новий формат. І одним з етапів адаптації стало створення спільних проектів з іншими ЗМІ і онлайновими службами. Поступово, на рубежі XX і XXI століть сайти стають «складнішими», наповнюються мультимедійним контентом, з'являється можливість додавати голосування, рейтинги. Майданчики в Інтернеті починають конкурувати зі «старими», традиційними ЗМІ, з'являються онлайн-проекти, які від самого початку не мають «офлайн» версії, в Росії це були, наприклад, проекти Газета.Ru і Lenta.Ru. До того ж, стала очевидною інвестиційна привабливість інтернет-видань, відносно недорогих, які володіють широким інформаційно-комунікативним потенціалом. З 2005 року сайти видань починають набувати статусу повноцінних ЗМІ, інтернет-аудиторія на той час з 1999 року зросла на 350 %. На ринку паперових газет паралельно спостерігалося падіння тиражів і відтік рекламодавців. У відповідь на ці виклики редакції друкованих видань починають реконструювати свої сайти, створювати та публікувати контент за новими законами онлайну, створюють окремі інтернет-редакції.

## Мультимедійна журналістика сьогодні
Наразі мультимедійна журналістика міцно утвердилася як окремий напрямок у журналістиці, вона зробила серйозний вплив на специфіку створення контенту, на роботу редакції і характер споживання інформації.

##### Вплив на контент
Сьогодні у користувачів є можливість брати участь у створенні контенту, розвивається блогосфера, соціальні мережі, що створює високу конкуренцію між професійними журналістами і друкарськими користувачами. Для підтримки цієї конкуренції засобам масової інформації доводиться залучати і утримувати увагу читача новими способами, як правило, візуальними — інфографіка, ілюстрації, фотографії. У цій ситуації народжується також головний жанр мультимедійної журналістики — мультимедійний лонгрид. Він виникає в умовах поступової втрати користувачем здатності до лінійного сприйняття тексту, тому текст необхідно візуалізувати, зробити з нього комплекс з тексту, інфографіки, відеороликів, інтерактивних ілюстрацій, вбудованих цитат і таке інше. Все це покликане «занурити» читача в подієвий ряд матеріалу, створити у нього ефект присутності. Власне текст безпосередньо перестає бути ключовим елементом.

##### Вплив на роботу редакції
Специфіка створення контенту у межах мультимедійної журналістки задала певні правила і для роботи редакції. Оскільки сьогодні для споживача ключовими факторами є швидкість і різноманітність способів подачі інформації, в редакції виникла потреба в роботі «універсального журналіста». Такий фахівець виробляє (не пакує) контент, використовуючи один з або відразу кілька методів — запис відео, аудіо, він може фотографувати, брати невеликі інтерв'ю — універсальний журналіст не створює чисту «статтю» або «сюжет», він постачає до редакції «сировину», з якої потім буде зроблено матеріал. Він здатний працювати для будь-якої платформи, може бути не закріплений за конкретним ЗМІ, що істотно заощаджує ресурси.

## Критика
Мультимедіатизація журналістики принципово змінює традиційні функції професійного журналіста і редакції. Перед редакціями постає питання, як мотивувати журналістів виконувати за ті ж гроші новий (і часто більш складний) набір завдань. До того ж збільшується маса вторинної, «клонованої» інформації, зменшується поле для творчої самореалізації журналіста. Скорочення штату і вимога високої швидкості створення інформації породжує певні психологічні проблеми — стрес, підвищену напруженість.